# 바바라 페이튼

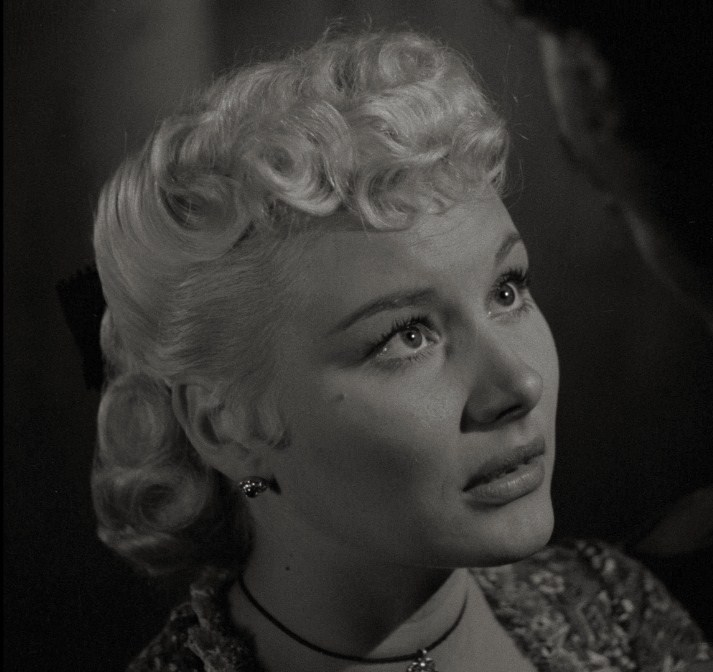

바바라 페이튼(Barbara Payton, 1927년 11월 16일 ~ 1967년 5월 8일)는 미국의 배우, 자서전 작가, 매춘부, 연극 배우, 영화배우이다.
클로켓에서 태어났으며 샌디에이고에서 사망하였다. 사인은 다발성 장기 부전이다.  캘리포니아주에 매장되었다.

## 영화
- 런 포 더 힐스 (1953년)
- 드럼스 인 더 딥 사우스 (1951년)
- 온리 더 밸리연트 (1951년)
- 트랩트 (1949년)